# گوکه
گوکه، روستایی از توابع بخش مرکزی شهرستان لاهیجان در استان گیلان ایران است.

## جمعیت
این روستا در دهستان لفمجان قرار دارد و براساس سرشماری مرکز آمار ایران در سال ۱۳۸۵، جمعیت آن ۶۵۱ نفر (۲۲۲خانوار) بوده‌است. این روستا در مجاورت شهر سیاهکل می باشد